# Baazigar
Pour plus de détails, voir Fiche technique et Distribution.
Baazigar (hindi : बाज़ीगर, ourdou : بازیگر) est un film indien réalisé par les frères Abbas Alibhai Burmawalla et Mastan Alibhai Burmawalla, plus connus sous le nom collectif d'Abbas-Mastan, sorti le 12 novembre 1993 en Inde. 
Le rôle principal est interprété par Shahrukh Khan dont c'est le premier grand succès public.

## Synopsis
Alors qu'il est encore un enfant, Ajay Sharma assiste à la ruine de son père provoquée par un concurrent déloyal, Madan Chopra. À la suite de ce revers de fortune, son père se suicide, sa jeune sœur meurt et sa mère s'enfonce dans la folie. Quelques années plus tard, jeune homme modeste mais charmant, il rencontre et séduit Seema Chopra. Alors que les deux jeunes gens s'apprêtent à se marier secrètement, Ajay précipite Seema du haut d'un building en faisant croire à un suicide.

C'est le premier crime d'Ajay qu'obsède l'idée de venger son père. Sous le nom de Vicky Malhotra, il s'introduit dans la famille Chopra et courtise avec succès Priya, jeune sœur de Seema qui nourrit des doutes sur le suicide de son aînée. Mais, malgré son amour pour Priya, Ajay veille à faire disparaître tous les témoins qui pourraient révéler sa véritable identité et l'empêcher d'éliminer un à un ceux qu'il estime responsables du malheur de sa famille.

## Fiche technique
Sauf mention contraire, cette fiche technique est établie à partir d'IMDb.
- Titre : Baazigar
- Titre original en hindi : बाज़ीगर
- Titre original en ourdou : بازیگر
- Réalisation : Abbas Alibhai Burmawalla et Mastan Alibhai Burmawalla
- Scénario : Robin Bhatt, Akash Khurana et Javed Siddiqui
- Direction artistique : R. Verman Shetty
- Décors : Hari Singh
- Costumes : Gauri Khan (pour Shahrukh Khan), Lawrence Cardoza, Sunita Golatkar, Imtiyaz, Neepa Shah, Zakir
- Photographie : Thomas A. Xavier
- Montage : Hussain A. Burmawala
- Musique : Anu Malik
- Lyrics : Dev Kohli, Zameer Bikaneri, Rani Malik, Nawab Arzoo et Gauhar Kanpuri
- Production : Ganesh Jain
- Sociétés de production : United Seven Combines, Venus Records & Tapes
- Sociétés de distribution : Bombino Video Pvt. Ltd., (Inde), Digital Entertainment, Eros Entertainment (États-Unis), STAR TV
- Société d'effets spéciaux : Milgrey Optical Center
- Pays d'origine :  Inde
- Langue : hindi
- Format : Couleurs - 2.35 : 1 - 35 mm Son DTS Dolby Digital SDDS
- Genre : drame, thriller
- Durée : 175 minutes (2 h 55)
- Dates de sorties en salles :  Inde : 12 novembre 1993

## Distribution
- Shahrukh Khan : Ajay Sharma / Vicky Malhotra
- Kajol : Priya M. Chopra
- Shilpa Shetty : Seema M. Chopra
- Sushant Ray : Inspector Karan
- Dalip Tahil : Madan Chopra
- Johnny Lever : Babulal, le majordome
- Rakhee Gulzar : Shobha V. Sharma
- Anant Mahadevan : Vishwanath Sharma (père d'Ajay)

## Commentaires
Baazigar choque le public et marque un tournant dans le cinéma de Bollywood. En effet, en faisant du personnage principal un tueur en série à la fois terriblement séduisant mais implacable, le film va à l'encontre du stéréotype du « méchant » tel le Gabbar Singh de Sholay dont le visage patibulaire et le rire sardonique renseignent immédiatement le spectateur. Ici au contraire, quand Shahrukh Khan, visage angélique et destin tragique, assassine de sang froid une jeune fille innocente, il suscite autant la stupeur que la désapprobation, avant d'inspirer la compréhension.
Le scénario de Baazigar est largement inspiré de celui de Un baiser avant de mourir, film anglo-américain de James Dearden.
La musique de Baazigar permet à Anu Malik de devenir l'un des compositeurs les plus recherchés de Bollywood.
Après qu'Akshay Kumar, Arbaaz Khan, Anil Kapoor et Salman Khan aient refusé le rôle principal de Baazigar, c'est finalement Shahrukh Khan qui l'obtient.

## Musique
Baazigar comporte six chansons chorégraphiées composées par Anu Malik sur des paroles de Dev Kohli, Zameer Bikaneri, Rani Malik, Nawab Arzoo et Gauhar Kanpuri :
- Ye Kaali Kaali Aankhein interprétée par Kumar Sanu
- Kitabein Bahut Si interprétée par Asha Bhosle
- Chhupana Bhi Nahi Aata interprétée par Vinod Rathod
- Samajh Kar Chand Jis Ko interprétée par Alka Yagnik, Vinod Rathod
- Baazigar O Baazigar interprétée par Kumar Sanu, Alka Yagnik
- Ae Mere Humsafar interprétée par Vinod Rathod, Alka Yagnik

## Récompenses et distinctions
Filmfare Awards 1994
- Prix du meilleur acteur : Shahrukh Khan
- Prix du meilleur chanteur de play-back : Kumar Sanu
- Prix de la meilleure chanteuse de play-back : Alka Yagnik
- Prix de la meilleure musique : Anu Malik
- Prix du meilleur scénario : Robin Bhatt, Akash Khurana, Javed Siddiqui[4]